# 환환애
환환애(중국어 간체자: 换换爱, 정체자: 換換愛, 병음: Huàn huàn ài 환환아이[*], 영어: Why Why Love, Exchange Love 와이 와이 러브, 이크스채즈 러브[*])는 여자 주인공인 통찌아디(童嘉蒂)와 남자 주인공 훠다(霍達), 훠옌(霍彥)간의 갈등과 사랑을 주제로 하였고, 2005년 방송했던 악마재신변(惡魔在身邊)팀이 다시 모여서 제작하였다. 중화텔레비전공사(CTS ; 華視)에서 2007년 6월 3일부터 9월 9일까지 방송하였다.

## 소개
- 말썽쟁이 남동생과 사채업자에게 쫓기는 숙부로 인해 힘든 집안 형편 속에서도 웃음을 잃지 않는 찌아디의 이야기

## 등장 인물
- 양승림 - 통자디(童嘉蒂) 역
- 하군상 - 훠다(霍達) 역
- 왕전일 (Kingone Wang) - 훠옌(霍彥) 역
- 천옌시 - 장샤오난(江小南) 역
- 후쿠모토 사치코 (福本幸子) - 양옌수(楊妍書)역
- 허시호 (許時豪) - 보쯔(波子) 역
- 과위여 (戈偉如) - 랴오차이쥐안(廖彩娟) 역
- 왕도 (王道) - 훠전하오(霍振浩) 역
- 손심악 (孫沁岳) - 통자후이(童嘉輝) 역
- 김옥람 (Niki Jing) - 친위화(秦玉華) 역
- 엽민지 (葉民志) - 통바오산(童寶山) 역
- 맹정려 (Cindy Mong) - 훠다의 어머니 역

## 삽입곡
- 왕전일(王傳一) - 아요적세계(我要的世界)
- 양승림(楊丞琳) - 결양(缺氧)
- 왕전일(王傳一) - Welcome to my heart
- 양승림(楊丞琳) - 완미비례(完美比例)

## 시청률
| 날짜            | 회   | 시청률 |
| --------------- | ---- | ------ |
| 2007년 6월 3일  | 01회 | 2.22   |
| 2007년 6월 10일 | 02회 | 2.31   |
| 2007년 6월 17일 | 03회 | 3.05   |
| 2007년 6월 24일 | 04회 | 3.13   |
| 2007년 7월 1일  | 05회 | 3.25   |
| 2007년 7월 8일  | 06회 | 3.14   |
| 2007년 7월 15일 | 07회 | 2.62   |
| 2007년 7월 22일 | 08회 | 2.65   |
| 2007년 7월 29일 | 09회 | 3.15   |
| 2007년 8월 5일  | 10회 | 3.25   |
| 2007년 8월 12일 | 11회 | 3.42   |
| 2007년 8월 19일 | 12회 | 3.52   |
| 2007년 8월 26일 | 13회 | 3.43   |
| 2007년 9월 2일  | 14회 | 3.25   |
| 2007년 9월 9일  | 15회 | 3.35   |

## 한국 방영
- 한국에서는 케이블 채널 '중화TV'가 방송하였다.